# Slidefinder
SlideFinder ("EncuentraDiapositivas" en español) es un buscador especializado en búsqueda de presentaciones Microsoft PowerPoint. Su especialidad consiste en la habilidad de buscar y representar partes de presentaciones. SlideFinder AB es el nombre formal de la compañía que tiene su sitio principal en Estocolmo, Suecia y fue fundada en junio de 2008.

## Sobre el buscador
Buscar presentaciones Microsoft PowerPoint usando búsqueda tradicional puede ser trabajoso y difícil, dejando al usuario con una lista de enlaces para presentaciones PowerPoint no óptimos. El usuario tendrá que abrir cada presentación, una por una para encontrar la mejor. SlideFinder, en vez, trata cada diapositiva individual como la entidad mínima de la presentación, dándole al usuario el resultado directo y visual, en vez de tener que conformarse con listas de archivos anónimos.

SlideFinder ve a la presentación como otros buscadores ven a un sito web. En vez de ver la presentación solo como un archivo grande, la búsqueda SlideFinder muestra las diapositivas individuales como miniaturas. Mostrando el resultado de búsqueda como diapositivas permite al buscador mostrar una página de resultados visual. Los usuarios ven exactamente como es cada diapositiva sin dejar su navegador. Además, el usuario puede leer las notas de la diapositiva dejando el ratón un segundo sobre la diapositiva.

## Idiomas implementados
Por el momento SlideFinder es accesible en los siguientes idiomas:
- Inglés
- Sueco
- Español
- Ruso
- Francés
- Alemán
- Japonés
- Polaco
- Hindi

## Add-in para el buscador
El buscador SlideFinder tiene un Microsoft PowerPoint Add-In que permite a los usuarios a buscar desde Microsoft PowerPoint. Los usuarios pueden añadir diapositivas as su presentación directamente del resultado de la búsqueda. El Add-in se puede descargar de: http://tools.slidefinder.net/Addin-en.aspx. Tiene soporte en Inglés, Sueco, Alemán y Español.